# Aeropuerto de Bandundu
El Aeropuerto de Bandundu (en francés: Aéroport de Bandundu) (IATA: FDU, ICAO: FZBO) es un aeropuerto que sirve a Bandundu, una ciudad en la provincia de Bandundu en el país africano de la República Democrática del Congo.
El aeropuerto se encuentra a una altitud de 1.053 pies (321 m) sobre el nivel medio del mar. Se ha designado una pista como 11/29 con una superficie de asfalto que mide 1.380 por 30 metros (4.528 pies x 98 pies).